# 菲泽绍博尼区
菲泽绍博尼区（匈牙利語：Füzesabonyi járás），是匈牙利赫维什州的一个区，总面积578.55平方公里，总人口30,416人（2011年），人口密度53人/平方公里。中心城市为菲澤紹博尼。

## 市镇
菲泽绍博尼区包含一个城镇、一个大村和14个村庄。